# سانتو غانغمي
سانتو غانغمي (بالإيطالية: Santo Rocco Gangemi)‏ هو كاهن كاثوليكي ودبلوماسي إيطالي، ولد في 16 أغسطس 1961 في مسينة في إيطاليا.